# Ducey
Ducey era un comune francese di 2 525 abitanti situato nel dipartimento della Manica, nella regione della Normandia.
Dal 1º gennaio 2016 è comune delegato in seno al nuovo comune di Ducey-les-Chéris.

## Storia

### Simboli
Lo stemma comunale è stato adottato il 27 luglio 1952 e riprende il blasone dei Montgommery.
Il nuovo comune di  Ducey-Les Chéris mantiene lo stemma di Ducey.

## Società

### Evoluzione demografica
Abitanti censiti